# Michèle Lesbre
Pour les articles homonymes, voir Lesbre.
Michèle Lesbre, née le 25 novembre 1939 à Tours, est une écrivaine française vivant à Paris.

## Biographie
Après des études en Lettres et en Histoire à l'Université de Clermont-Ferrand, Michèle Lesbre est institutrice, puis directrice d'école maternelle. Parisienne à partir de 1975, elle s'engage dans la gauche radicale. En 1995, elle se met à écrire. Elle a deux enfants.

## Œuvre
Elle commence par la nouvelle en 1988, puis le roman noir en 1991 avec La Belle inutile.
En 1997, dans  Une simple chute (1997), la rencontre d'une femme, par hasard, dans un train déclenche une mécanique mortelle
En 2001, elle publie Victor Dojlida, une vie dans l'ombre. Avec cette œuvre, elle tient à faire connaître  Victor Dojlida, résistant polonais qu'elle a rencontré.
Ses romans sombres sont écrits à la première personne.
Elle abandonne le genre policier en 2001 et la publication Nina par hasard. Ses romans sont des récits dans lesquels l'histoire et les événements traversent, d'une façon douloureuse ou angoissante, la vie d'un personnage.
En 2015, Chemins est un récit personnel qui parle de mémoire et de son père décédé trente ans plus tôt.

## Prix et distinctions
Son roman La Petite Trotteuse a reçu le Prix des libraires Initiales en 2005, le prix Printemps du roman en 2006 et le prix de la ville de Saint-Louis en 2006.
Le Canapé rouge remporte le Prix Pierre Mac Orlan, le prix Goncourt : le choix polonais, le prix des librairies Mille pages et est finaliste pour le prix Goncourt.
Elle est nommée chevalière dans l'Ordre des Arts et des Lettres en janvier 2010.

## Œuvre

### Romans
- La Belle Inutile, Le Rocher, 1991
- Un homme assis, Manya, 1993
- Une simple chute, Actes Sud, coll. « Babel », 1997Réédition Actes Sud, coll. « Babel noir » no 16, 2008
- Que la nuit demeure, Actes Sud, coll. « Babel », 1999Réédition Actes Sud, coll. « Babel noir » no 17, 2008
- Nina par hasard, Le Seuil, 2001
- Boléro, Sabine Wespieser, 2003
- Un certain Felloni, Sabine Wespieser, 2004
- La Petite Trotteuse, Sabine Wespieser, 2005
- Le Canapé rouge, Sabine Wespieser, 2007
- Sur le sable, Sabine Wespieser, 2009
- Nina par hasard, Sabine Wespieser, 2010
- Mais d'où venez-vous ?, Le Seuil, 2010Écrit avec Sylvie Granotier.
- Un lac immense et blanc, Sabine Wespieser, 2011
- Écoute la pluie, Sabine Wespieser, 2013
- Chemins[4], Sabine Wespieser, 2015, 144 p.  (ISBN 978-2-8480-5174-1)
- Inquiétude, Chemin de fer, 2015  (ISBN 978-2-916130-78-1)
- Chère brigande, Sabine Wespieser, 2017  (ISBN 978-2-84805-213-7)
- Rendez-vous à Parme, Sabine Wespieser, 2019  (ISBN 978-2-84805-315-8)
- Tableau noir, Sabine Wespieser, 2020  (ISBN 978-2-84805-359-2)
- La Furieuse, rives et dérives, Sabine Wespieser, 2023  (ISBN 978-2-84805-469-8)

### Essai
- Victor Dojlida, une vie dans l'ombre, Noésis, 2001 - Sabine Wespieser, 2013

## Sources
: document utilisé comme source pour la rédaction de cet article.
- (fr) Dictionnaire des littératures policières, Joseph K, 2007  (ISBN 978-2-910-68645-1)
- Karin Schwerdtner, « Michèle Lesbre, femme de (vraies) lettres », Études françaises, vol. 55, no 1,‎ 2019, p. 123-134 (lire en ligne)